# Marc Trapadoux
Marc Claude Marie Trapadoux, né à Lyon le 15 août 1822 et mort à Paris 15e le 20 décembre 1865, est un écrivain et philosophe français, qui fut proche de la bohème parisienne.

## Biographie
D'après Jules Levallois qui fut son ami, Marc Trapadoux est issu d'une famille aisée originaire d'Auvergne, et qui faisait commerce à Lyon, sous le nom de « Maison Jean Trapadoux et Dubosc », ville où il est né, rue du Bât-d'Argent. Mystérieux, Trapadoux aimait à raconter qu'il était né durant un voyage en bateau revenant des Amériques. Sa mère, devenue veuve, serait ensuite entrée en religion. En réalité, ses parents sont Marie-Louise Zoé Condot et Jean Trapadoux, négociants en textile.

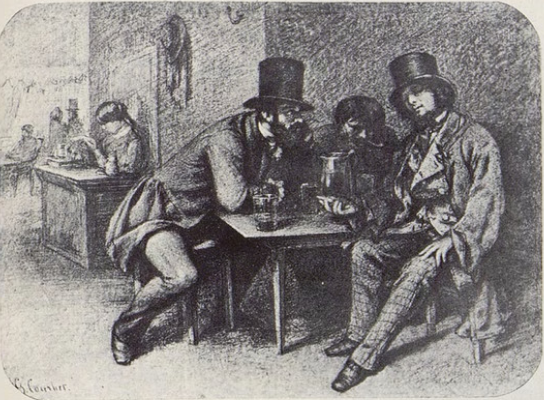
Marc Trapadoux, Jean Wallon et Courbet à la brasserie Andler-Keller (vers 1848, dessin de Courbet).

Élève de l'abbé Noirot au Collège royal de Lyon, Trapadoux monte à Paris au début des années 1840. Il fréquente le café Momus, le café Tabourey (place de l'Odéon), le café Perrin de la place Saint-Sulpice, et la brasserie Andler-Keller de la rue Hautefeuille, autant de lieux où se réunit à cette époque la jeunesse que décrira Henry Murger, dans ses Scènes de la vie de bohème (1851), servant de modèle à Colline.
Après un voyage d'études en Italie, il publie en 1844 un premier essai, Histoire de S. Jean de Dieu chez un éditeur catholique de la rue Cassette. Après la parution de son premier ouvrage, il collabore à L'Histoire de France dirigée par l'abbé Genoude. Selon Charles Monselet, témoin de la bohème, Trapadoux, très proche de Jean Wallon, cessa de fréquenter le Momus après cette date, pour se rapprocher des tenants du réalisme. Il eut l'occasion d'héberger Charles Baudelaire chez lui : vivant dans une simple chambre, il n'y possédait aucun livre. Excentrique, taiseux, il est surnommé le « géant vert », du fait de son pardessus vert, et décrit comme étant « noir et long comme un bâton de réglisse ». 
Gustave Courbet, assidu de la brasserie Andler-Keller, qui avait son atelier dans la même rue, fait son portrait en 1848-1849, en lecteur de livre d'estampes (Troyes, musée Saint-Loup). Vers 1852, Trapadoux fréquente une brasserie de la rue Serpente où il donne des conférences à des proches, dont Courbet, et s'oppose à Champfleury et Alexandre Schanne, qui le lui rendent bien. Il figurerait dans la grande toile L'Atelier du peintre (1855).
Dans les années 1850, Trapadoux collabore à La Revue contemporaine dans laquelle il publie une étude remarquée sur le sculpteur Rude, puis à la Revue européenne (1857). En 1859, il entre au comité éditorial de la revue Paris qui s'en va et Paris qui vient animée par Léopold Flameng et éditée par Alfred Cadart.
Par la suite, il aurait été brièvement professeur de philosophie dans une institution de province. On retrouve sa signature dans le journal La Célébrité (1864), où il signe entre autres un article sur l'institution pédagogique de M. Rossat située à Charleville.
Dans une lettre envoyée par Courbet à Henri d'Ideville le 29 août 1876, le peintre témoigne des dernières années de son ami Trapadoux, et dit qu'il était devenu, en Belgique, correspondant pour des journaux étrangers.
Trapadoux, décrit dans son acte de décès comme professeur résidant à Vanves, meurt à Paris 15e le 20 décembre 1865.

## Écrits publiés
- Histoire de S. Jean de Dieu, Paris, Waille, 1844 — lire en ligne.
- L'Œuvre de M. Cordier, galerie anthropologique et ethnographique pour servir à l'histoire des races. Types des anciennes races. Statues, statuettes, bustes, médaillons... Catalogue descriptif, Paris, Imprimerie de Charles Lahure, 1860 — lire en ligne.
- L'Esprit moderne dans la statuaire : François Rude, Paris, Bureaux de la Revue européenne, 1861.
- Études sur l'art contemporain : Mme Ristori, ses représentations aux Italiens et à l'Odéon, Paris, Dentu, 1861.